# VG Cats
VG Cats (« Video Game Cats ») est une bande dessinée en ligne écrite et dessinée par le canadien Scott Ramsoomair. La bande dessinée adopte souvent un ton satirique et humoristique à propos des jeux vidéo,. Les personnages principaux, Leo et Aeris, sont des chats anthropomorphes.

## Les personnages
Dans la plupart des bande dessinées sorties chaque Lundi, il y figure plusieurs personnages redondant, les plus commun étant Leo et Aeris.
Leo:Leo est un chat gris, ami d'Aeris. Il n'est pas très intelligent et fera souvent des actions ridicules puis les regrettera car sa naïveté fait en sorte qu'il croit à tout.
(Par exemple quand il achète des pattes de singe à Hobo pour faire des vœux).
Il est présent dans la plupart des BD et sera souvent le personnage à sortir une idée qui commencera une aventure complètement débile jusqu'à la fin de la BD.
Aeris : Aeris (Peut-être nommée Aerissa) est une chatte rose, intelligente mais facile à rendre en colère. Son tempérament colérique fait en sorte que souvent, Leo et sa naïveté vont la faire exploser de rage. Cela à part, elle est très intelligente et adore les jeux vidéo. Contrairement à Leo, il faut beaucoup pour convaincre Aeris de faire un marché imbécile qui se terminerait en arnaque. Elle et Leo sont les personnages principaux.
Pantsman : Pantsman est un personnage secondaire qui apparaît dans quelques bandes dessinée exclusivement. Il est un peu l'incarnation du créateur de la bande dessinée (Scott Ramsoomair). La plupart du temps il va briser le quatrième mur, car il est aussi le développeur de la BD. Il va souvent apparaître pour donner des infos supplémentaires au lecteur sur sa vie, sur le développement de la BD ou même sur son opinion de certains sujets.
Hobo : Hobo est un sans-abri, souvent vu avec un sac en papier brun sur la tête et il parle de manière presque incompréhensible, comme s'il était saoul tout le temps. Hobo va parfois raconter des histoires folles à Leo et ce dernier va le croire et en faire toute une bande dessinée. Leo et Hobo semblent bien se connaître car ils sont aperçus en train de parler à plusieurs occasions.
Krug : Krug est un monstre de couleur rouge, personnages plus utilisé dans les anciennes bandes dessinées et moins utilisé de nos jours. Il parle en utilisant son nom à la place du ''Je'' et incarnera souvent un grand méchant un peu imbécile. Il sert plus de personnage tertiaire car il est très peu utilisé dans les BD.
Mister Potatoman : Potatoman est une patate vivante, tout simplement, et elle est suivie de plusieurs petits pois ''fan'' de lui. Profitant de l'admiration des petit pois, Potatoman va souvent leur vendre des produits inutiles pour des sommes gigantesque. Mais les pois sont tellement fans de lui qu'ils achèteraient tous, et sont même prêts à mourir de faim en attendant que Potatoman revienne avec un nouveau jouet,